# Fußball-Amateurliga Bremen 1965/66
Die Fußball-Amateurliga Bremen 1965/66 war die siebzehnte Spielzeit der höchsten Amateurklasse des Bremer Fußball-Verbandes. Meister wurde Eintracht Bremen.

## Abschlusstabelle
| Platz | Verein              | Sp. | Tore  | Punkte |
| ----- | ------------------- | --- | ----- | ------ |
| 1.    | Eintracht Bremen    | 28  | 66:25 | 46:10  |
| 2.    | Werder Bremen Amat. | 28  | 75:28 | 39:17  |
| 3.    | Bremen 1860         | 28  | 48:38 | 33:23  |
| 4.    | Bremer TG (N)       | 28  | 65:33 | 33:23  |
| 5.    | SV Woltmershausen   | 28  | 50:37 | 31:25  |
| 6.    | Hastedter TSV       | 28  | 46:46 | 29:27  |
| 7.    | Polizei SV Bremen   | 28  | 43:45 | 27:29  |
| 8.    | AGSV Bremen         | 28  | 49:58 | 26:30  |
| 9.    | Blumenthaler SV     | 28  | 41:41 | 25:31  |
| 10.   | BTS Neustadt (N)    | 28  | 48:60 | 25:31  |
| 11.   | BBV Union (N)       | 28  | 46:53 | 24:32  |
| 12.   | Leher TS            | 28  | 42:62 | 24:32  |
| 13.   | TSV Wulsdorf        | 28  | 46:62 | 23:33  |
| 14.   | Sparta Bremerhaven  | 28  | 31:54 | 23:33  |
| 15.   | SV Hemelingen       | 28  | 32:65 | 12:44  |

(N) Aufsteiger

## Aufstieg und Deutsche Amateurmeisterschaft
Der Meister Eintracht Bremen hatte in der anschließenden Aufstiegsrunde zur Regionalliga Nord keinen Erfolg.
Als Bremer Vertreter nahm die Amateurmannschaft von Werder Bremen an der Deutschen Amateurmeisterschaft 1966 teil. Die Mannschaft setzte sich im Achtelfinale gegen den SC Baden-Baden, im Viertelfinale gegen Union Böckingen und im Halbfinale gegen Amicitia Viernheim durch. Im Endspiel besiegte Werder am 2. Juli 1966 im Herforder Ludwig-Jahn-Stadion die Amateurmannschaft von Hannover 96 mit 5:1 und wurde Deutscher Amateurmeister 1966.